# Anna Turowiczowa
Anna Turowiczowa z domu Gąsiorowska (ur. 7 czerwca 1916 w Goszycach, zm. 23 czerwca 2000 w Krakowie) – polska tłumaczka literatury pięknej.

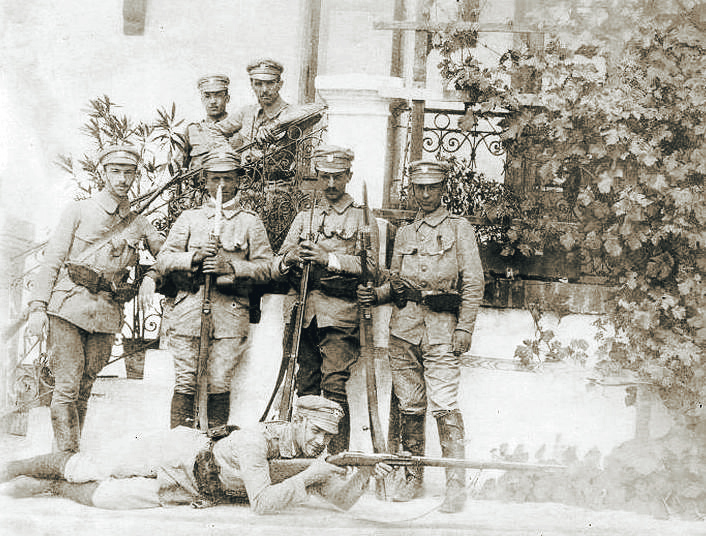
Ułańska siódemka na ganku dworu w Goszycach (sierpień 1914)
Anna Turowiczowa o swojej matce:

Ona zawsze miała niesłychaną potrzebę wolności.

## Życiorys
Córka Zofii Zawiszanki) (1889–1971), znanej pisarki, działaczki niepodległościowej i Janusza Gąsiorowskiego (1889–1949). Jej ojciec był żołnierzem Legionów Polskich, a w dwudziestoleciu międzywojennym generałem wojska polskiego. Dorastała w majątku Goszyce w woj. małopolskim. Jej ojcem chrzestnym był Józef Piłsudski.
Uczyła się w Gimnazjum ss. Niepokalanek w Jazłowcu, następnie studiowała historię na Uniwersytecie Jagiellońskim. Działała w tym czasie w Stowarzyszeniu Katolickiej Młodzieży Akademickiej „Odrodzenie”, w którym poznała swego przyszłego męża, Jerzego Turowicza (byli małżeństwem od 1938 do 1999). Podczas II wojny światowej przebywała w rodzinnym majątku w Goszycach, gdzie znalazło schronienie wielu ludzi uciekających z Krakowa (wśród nich byli m.in. Czesław Miłosz i Jan Józef Szczepański). Po wojnie tłumaczyła z języka francuskiego i na francuski (np. poezje Karola Wojtyły), publikując przekłady w „Przekroju”, „Tygodniku Powszechnym” i „Znaku”. Po śmierci Jerzego Turowicza porządkowała jego krakowskie archiwum, mieszczące się wówczas przy ul. Lenartowicza 3.
Anna i Jerzy Turowiczowie mieli trzy córki: Elżbietę (zamężną Jogałłę), Joannę (zamężną Piasecką) i Magdalenę (zamężną Smoczyńską).

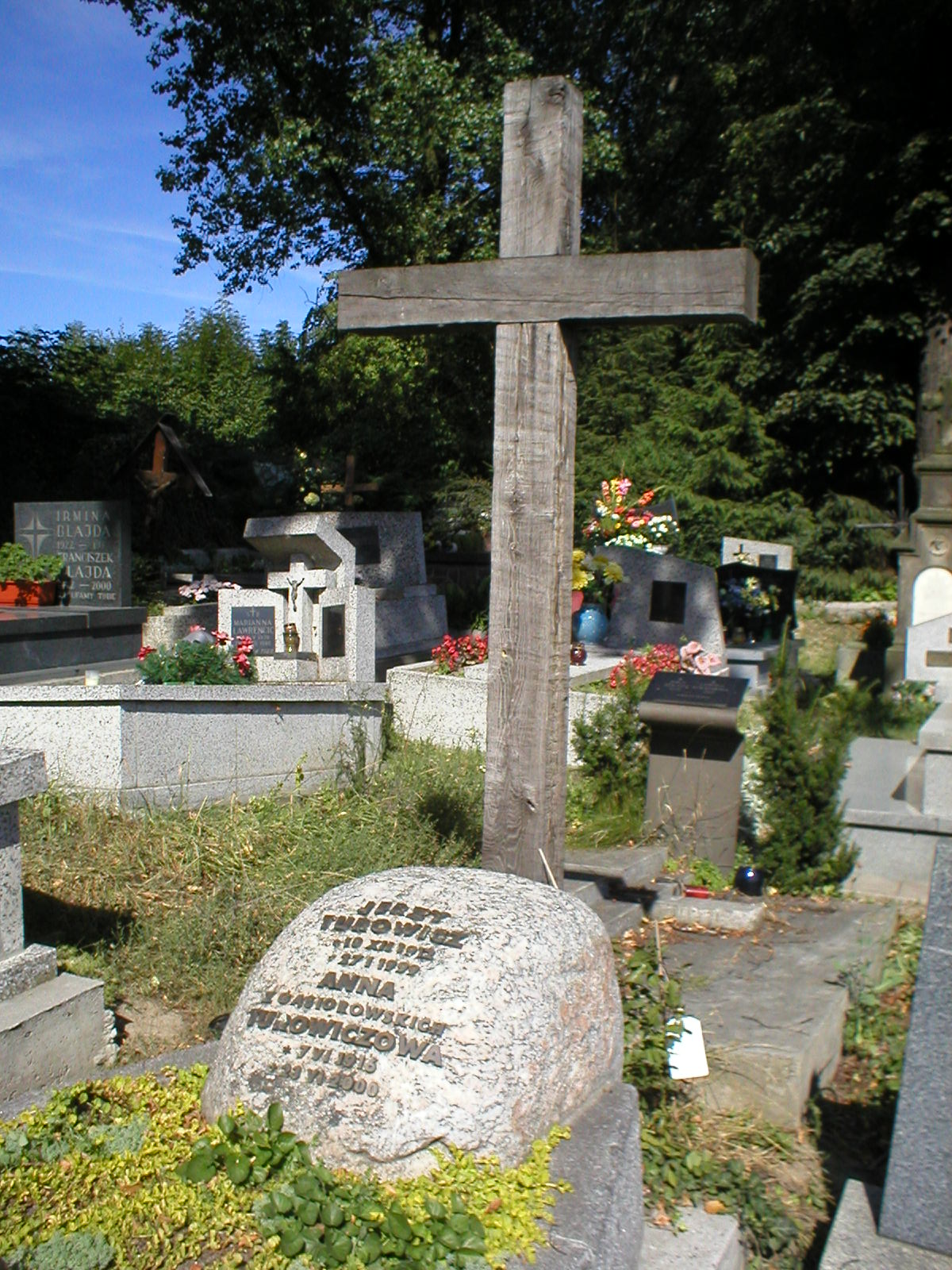
Grób Jerzego i Anny Turowiczów na cmentarzu w Tyńcu

## Przekłady
- Emmanuel Mounier, Co to jest personalizm? oraz wybór innych prac (współautorka tłumaczenia wespół z Andrzejem Krasińskim i Donatą Eską; wybór i red. Andrzej Krasiński; Społeczny Instytut Wydawniczy „Znak” 1960)
- Karol Wojtyła, Poemes (współautorka tłumaczenia, wespół z Pierre Emmanuelem i Konstantym A. Jeleńskim; Cana-Cerf, Paryż 1979)
- André Frossard, „Nie lękajcie się!” Rozmowy z Janem Pawłem II (red. Stanisław Dziwisz, Józef Kowalczyk, Tadeusz Rakoczy; Libreria Editrice Vaticana 1982, ISBN 88-209-1405-0; Społeczny Instytut Wydawniczy „Znak” 1983, ISBN 83-70-0602-4-2; 2005, ISBN 83-24-0060-0-1)
- Pierre Talec, Bóg przychodzi z przyszłości: przekazywać nadzieję (Wydział Duszpasterstwa Kurii Metropolitalnej Warszawskiej 1982)
- Daniel-Rops, Ksiądz Wincenty (Instytut Wydawniczy Księży Misjonarzy „Nasza Przeszłość”, Kraków 1996, ISBN 83-85222-90-1)
- Kathryn Spink, Brat Roger, założyciel Taizé (Społeczny Instytut Wydawniczy „Znak” 1989, ISBN 83-70-0613-3-8; wydanie 3 poprawione i uzupełnione: Księgarnia Świętego Jacka 1995, ISBN 83-70-3016-5-7; Społeczny Instytut Wydawniczy „Znak” 2007, ISBN 978-83-24-0085-2-0)
- Jean-Marie Lustiger, Wybór Boga. Z Kardynałem Jean-Marie Lustigerem rozmawiają Jean-Louis Missika i Dominique Wolton (Społeczny Instytut Wydawniczy „Znak” 1992, ISBN 83-70-0607-1-4)
- Yves Congar, Szeroki świat moją parafią. Wymiary i prawda zbawienia (Stowarzyszenie Pomocy Wydawnictwom Katolickim na Ukrainie „Kairos” 2002, ISBN 83-87-4469-5-5)